# Viola striatella
Viola striatella là một loài thực vật có hoa trong họ Hoa tím. Loài này được H. Boissieu miêu tả khoa học đầu tiên năm 1901.